# John Isaac Briquet
John Isaac Briquet, född 1870, död 1931, var en schweizisk botaniker.
Briquet blev 1906 chef för den botaniska trädgården i Genève. Han gjorde en stor insats på den botaniska nomenklaturens område och utgav de vid de internationella botaniska kongresserna fastställda nomenklaturreglerna.
Auktorsnamnet Briq. kan användas för John Isaac Briquet i samband med ett vetenskapligt namn inom botaniken; se Wikipediaartiklar som länkar till auktorsnamnet.